# Cordillera de Nemërçkë
La cordillera de Nemërçkë (en albanés: Nemërçkë; en griego: Δούσκο, Dousko) es una corta cordillera situada en el sur de Albania y en el norte de Grecia. Más del 90% de la cordillera se encuentra en Albania, donde se encuentran sus picos más altos. El pico más alto es Maja e Papingut que se eleva a 2.482 m (8.143 pies) sobre el nivel del mar, mientras que el pico más alto de la parte griega se encuentra a 2.198 m (7.211 pies) sobre el nivel del mar. El río Viosa fluye hacia el este de la montaña. El mayor pueblo situado cerca de la montaña es Poliçan, en Albania. Los pueblos del sudoeste de la pendiente de la montaña son parte de la región de Pogoniani.